# Tour horloge
Pour les articles homonymes, voir Tour de l'Horloge.

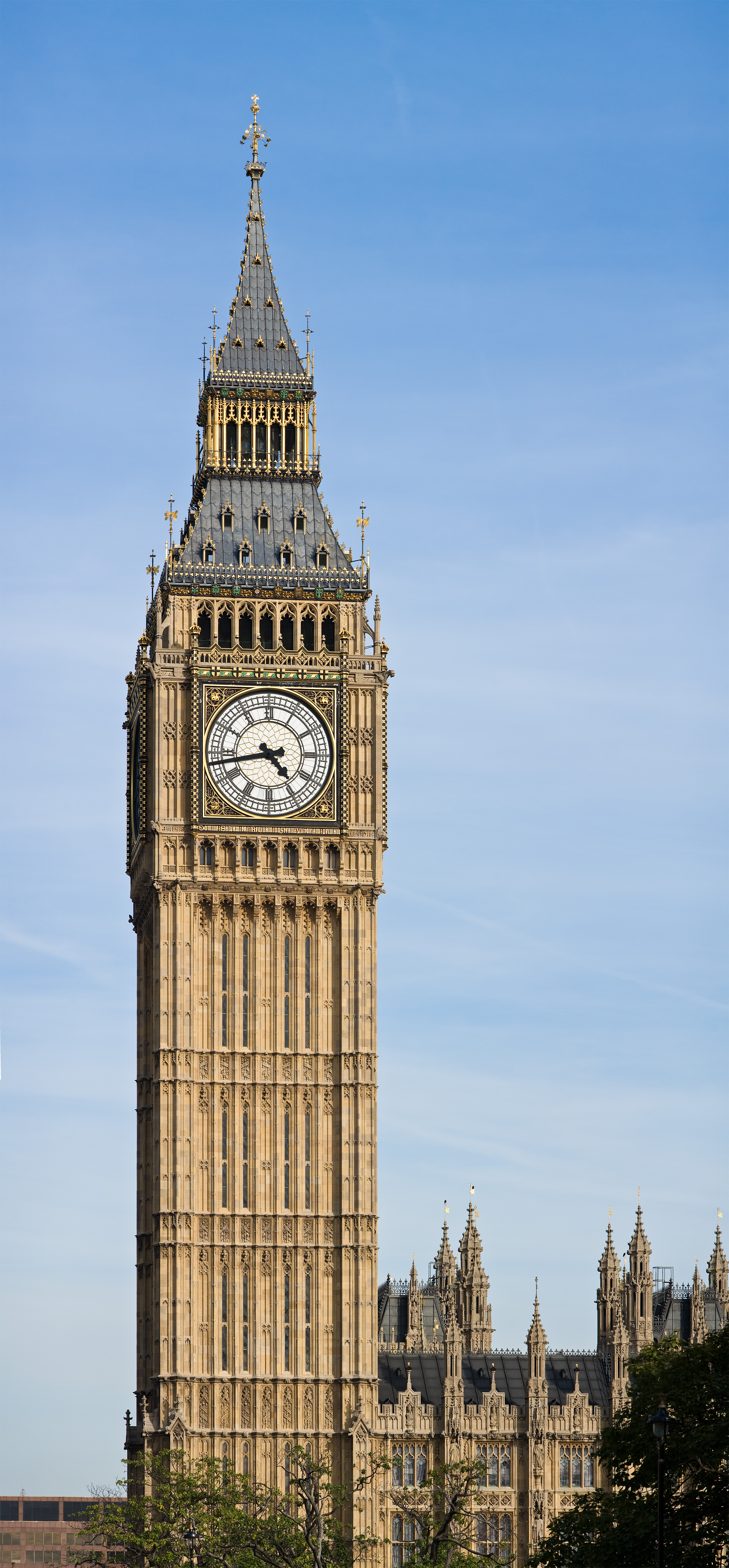
La Tour Élisabeth (Big Ben) à Londres.

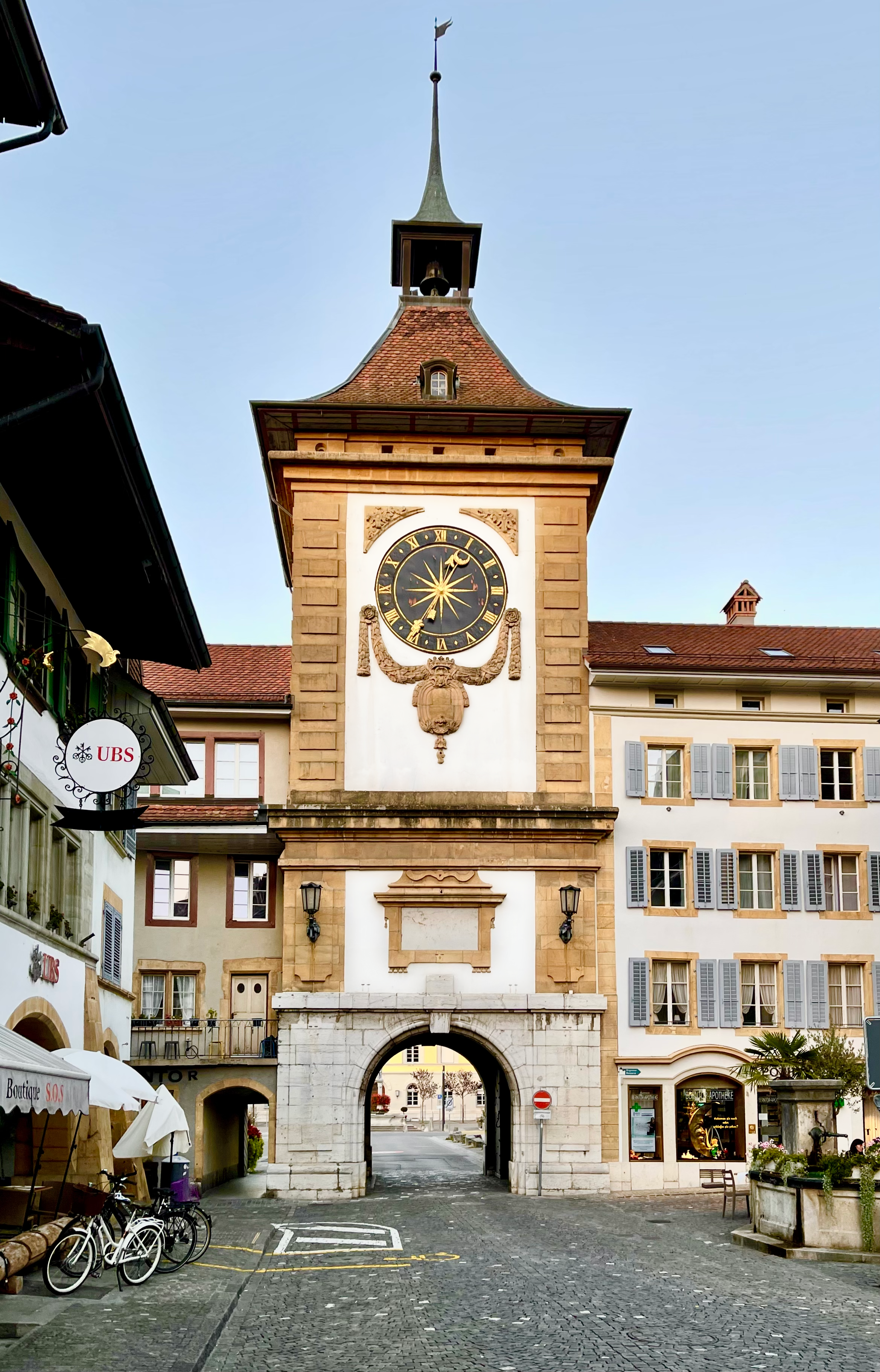
Tour de l'Horloge à Morat en Suisse

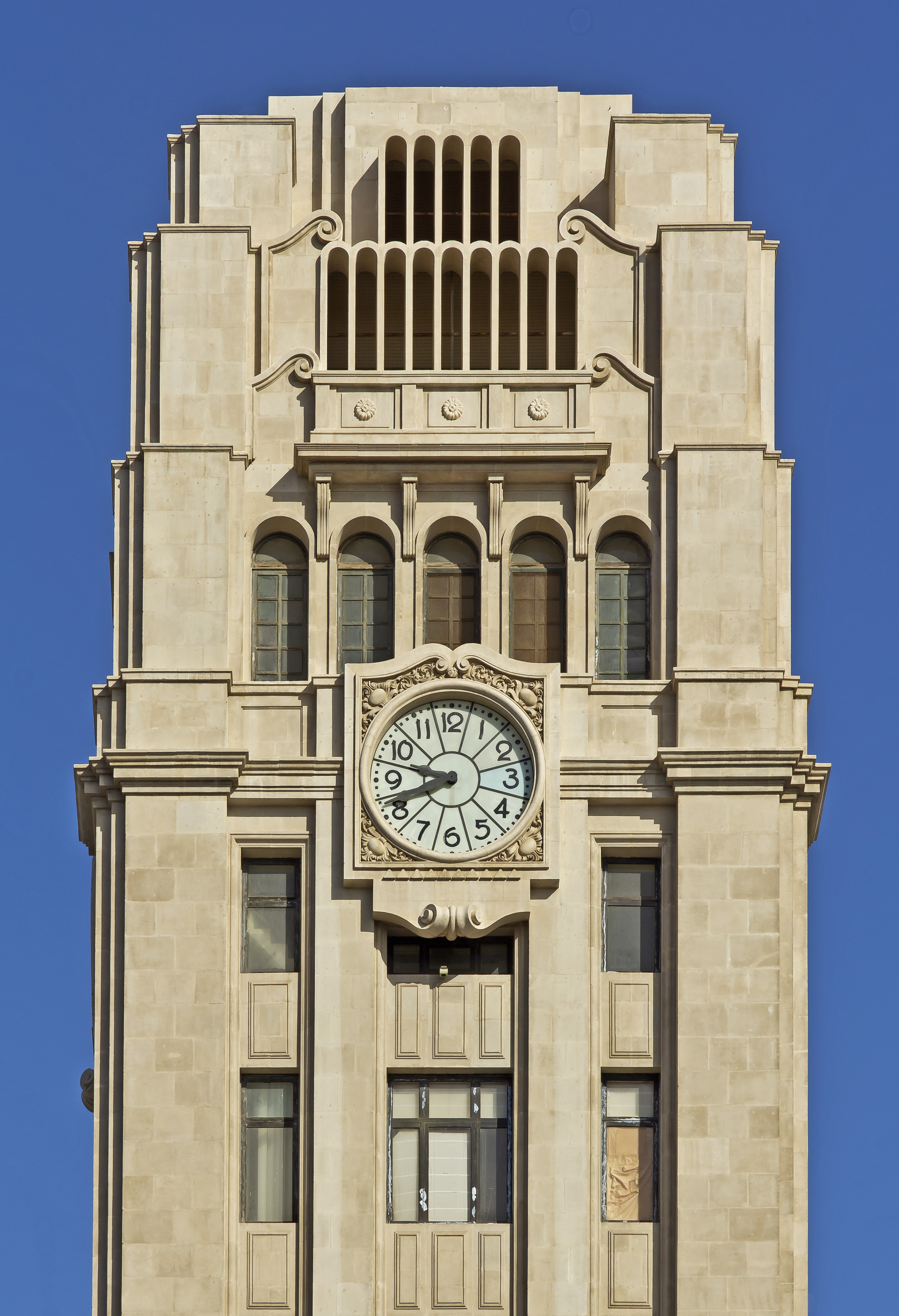
Tour horloge de Palacio Insular de Tenerife (Espagne).

Une tour horloge, tour d'horloge ou tour de l'horloge est une tour construite avec une horloge sur une ou plusieurs de ses faces (souvent quatre). Elle fait généralement partie d'une église ou d'un bâtiment municipal comme un hôtel de ville, mais de nombreuses tours horloges ne sont pas liées à un bâtiment.
Les beffrois typiques des Flandres sont pour la plupart des tours d'horloge, équipées de carillons. Un certain nombre de ces tours remontent au Moyen Âge. Les beffrois étaient le symbole de l'autonomie du pouvoir civil vis-à-vis du pouvoir féodal dans les communes médiévales libres. Des tours semblables se sont répandues un peu partout en Europe dès le Moyen Âge et à la Renaissance. Érigés aux centres des villes et visibles de loin, ces monuments prestigieux étaient, avec les clochers ou les flèches des cathédrales, les symboles de leurs cités dont ils représentaient la richesse et le talent architectural.
Elles connurent un nouveau succès au XIXe siècle et dans la première moitié du XXe siècle dans le monde entier, pour orner principalement de grands édifices civils, notamment de nombreux hôtels de ville et des gares, mais aussi des palais nationaux de parlement (le Big Ben de Londres, le parlement canadien).
Pour l'architecte Tony Garnier, la « tour d'horloge » est définie comme le signal central de la ville idéale telle qu'il la décrit dans Une cité industrielle, son manifeste d'urbanisme, dans la version publiée en 1917.
Le mécanisme intérieur de la tour est connu comme une horloge tourelle. Il marque souvent l'heure par des sons de cloches ou des carillons.
Certaines tours horloges sont équipées d'une horloge astronomique.